# Uusi klinikka
Uusi klinikka (en français : nouvelle clinique) est un ancien hôpital universitaire du quartier de Kruununhaka à Helsinki en Finlande. Depuis 1861, l'hôpital était la première clinique externe gratuite de Finlande.

## Histoire

### XIXesiècle
Le département clinique de l'Université Alexandre, ou le nouvel hôpital universitaire Uusi klininka, créé par ordre de l'empereur Nicolas Ier en 1841, a été achevé en 1848 à l'angle d'Unioninkatu et de Rauhankatu, en diagonale en face de l'Hôpital militaire russe,.
Le bâtiment au plâtre clair représentant le  style néoclassique a été conçu par le responsable des bâtiments publics, l'architecte Ernst Bernhard Lohrmann en 1842,. L'architecture de style Empire constitue une partie importante du parc immobilier d'Unioninkatu.

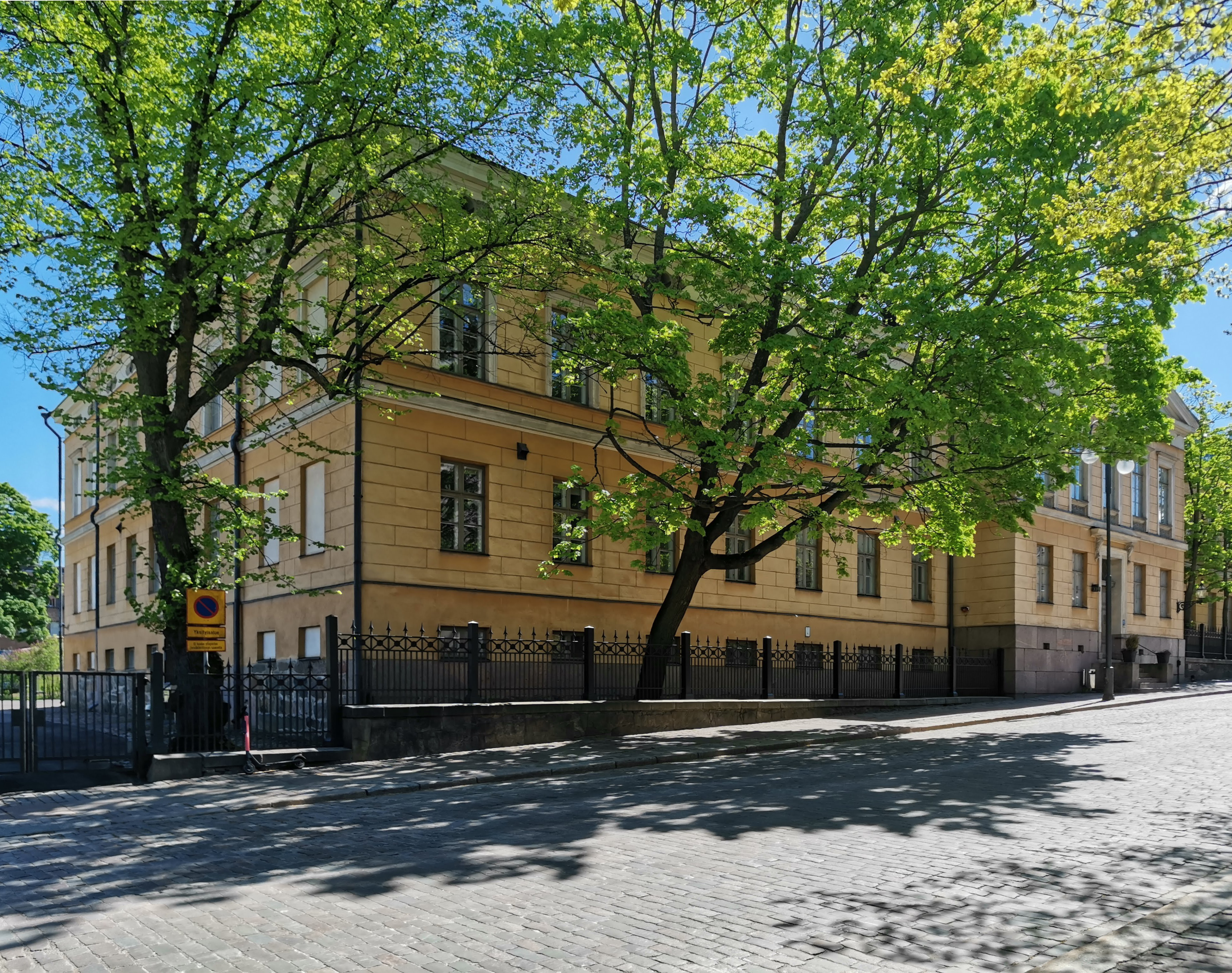
La nouvelle clinique.

La nouvelle clinique a remplacé l'hôpital universitaire d'Helsinki ou Vanha klinikka qui s'est avéré exiguë immédiatement après son achèvement en 1833. Les services de médecine interne et de chirurgie ont commencé à fonctionner dans le bâtiment et l'hôpital disposait de 30 lits. Les départements étaient situés dans la partie sud du bâtiment de deux étages, l'autre moitié du bâtiment contenait des installations d'enseignement et de recherche ainsi que des appartements pour le personnel,. Le fonctionnement de la nouvelle clinique était considéré comme étant de haut niveau, ce qui fut également exprimé par l'empereur Alexandre III lors de sa visite à l'hôpital en 1856.
Cependant, on s'est vite rendu compte que le matériel destiné aux patients de la Nouvelle Clinique ne répondait pas aux exigences de l'enseignement. Pour résoudre le problème, les nouvelles et anciennes cliniques furent administrativement regroupées en 1861 pour former l'hôpital général d'Helsinki. Après cela, la clinique Uusi Klinikka a fonctionné principalement comme un hôpital de médecine interne. Il abritait également initialement le département pathologique et anatomique depuis 1861.
Lorsque le service de chirurgie fut transféré ailleurs en 1861 et finalement en 1888 à l'Hôpital chirurgical d'Helsinki, la Nouvelle Clinique servit également d'hôpital de médecine interne. La clinique ophtalmologique a également fonctionné dans le bâtiment entre 1872/1873 et 1888/1891 avant de déménager dans les anciens locaux du service de maternité de l'ancienne clinique, qui à son tour a déménagé dans l'ancien collège de sages-femmes d'Ullanlinna en 1878,.
La nouvelle clinique servait d'établissement d'enseignement, de lieu de pratique scientifique et de lieu de traitement des patients. Selon le règlement de 1861, le service de médecine interne devait disposer de 50 lits de patients gratuits, et le règlement exigeait également un rendez-vous quotidien à la polyclinique pour les patients qui cherchaient de l'aide pour leurs maladies sans vouloir se rendre à l'hôpital. La clinique offrait des soins médicaux gratuits le matin à ceux qui le souhaitaient. Cela peut être considéré comme le début des cliniques ambulatoires gratuites à Helsinki et dans toute la Finlande. L'ouverture de l'hôpital a été annoncée par des messages lus dans les églises d'Helsinki, après la messe.Le nombre de places de malades s'est multiplié à la fin du XIXe siècle.

### XXesiècle
Conformément à la réglementation de 1910, en 1912, un département de propédeutique de 30 lits a ete cree a la nouvelle clinique, où les futurs médecins recevaient une formation clinique préparatoire et préliminaire. En 1919, le service de médecine interne II ou service de propédeutique comptait déjà 72 lits et il a été transféré avec la clinique externe de médecine interne à la Nouvelle Clinique à Unioninkatu 38 dans les locaux de l'ancien hôpital militaire russe, ou hôpital général d'Helsinki. Le département de médecine interne I, qui comptait désormais 90 lits, est resté à la nouvelle clinique.
Depuis 1958, lorsque le Centre hospitalier universitaire d'Helsinki a commencé ses activités, la Uusi klinikka faisait partie du groupe de cliniques de Kruununhaka, qui partageait la gestion financière.
En 1966, les opérations des cliniques de médecine interne I et II ont été transférées à l'hôpital de Meilahti, mais le service de néphrologie a continué à fonctionner à Unioninkatu 33. Le Centre hospitalier universitaire d'Helsinki a renoncé à la propriété lorsque la rénovation de la clinique de médecine interne IV a été achevée en 1982 à Unioninkatu 38.

### Après l'hôpital
Le bâtiment a été rénové selon les plans de l'architecte Heikki Elomaa en 1982, lorsqu'il était utilisé par la Banque de Finlande comme salle de réception.
En juillet 2005, l'Université d'Helsinki a acheté la nouvelle clinique à la Banque de Finlande, dont le bâtiment a été libéré lorsque la rénovation du bâtiment principal de la Banque de Finlande a été achevée,.L'utilisation du bâtiment dans le cadre du campus du centre-ville d'Helsinki à commencé en 2006.Dans les années 2006-2021, l'Institut Aleksanteri a fonctionné dans le bâtiment avant de s'installer dans le Metsätalo.
De nos jours, le bâtiment sert de salle des fêtes de l'Université d'Helsinki,.

## Galerie

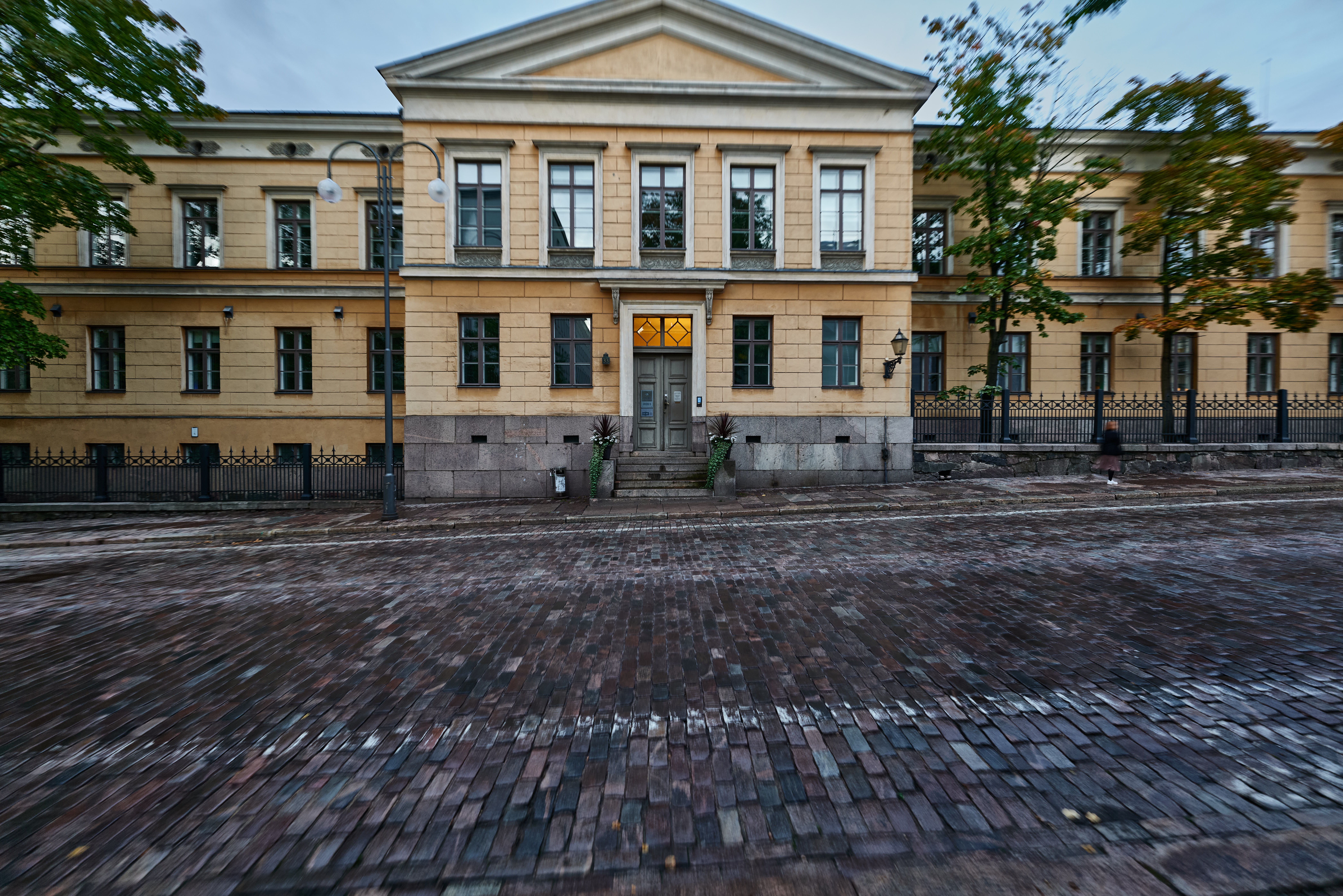
Uusi klinikka.
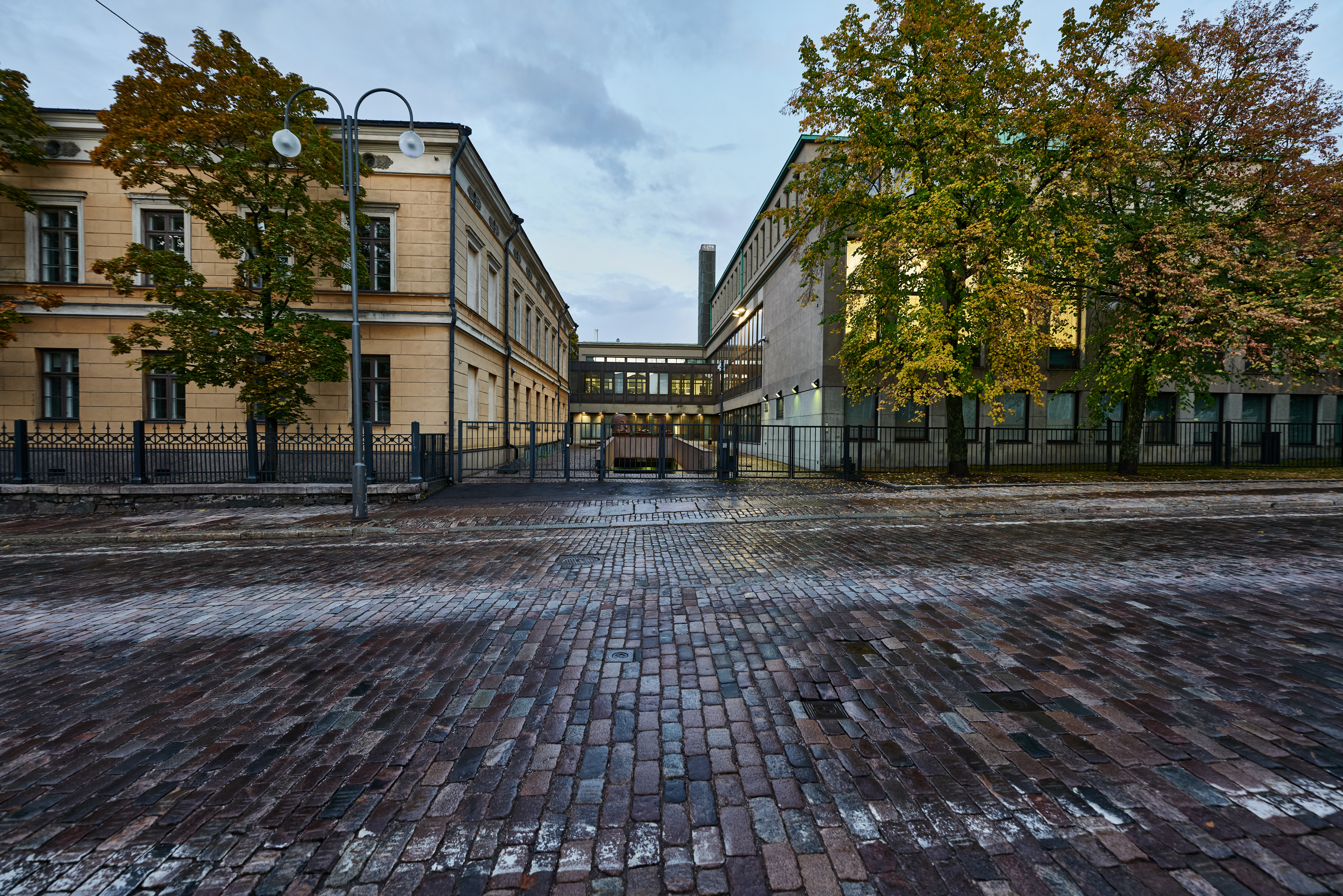
Uusi klinikka et banque de Finlande
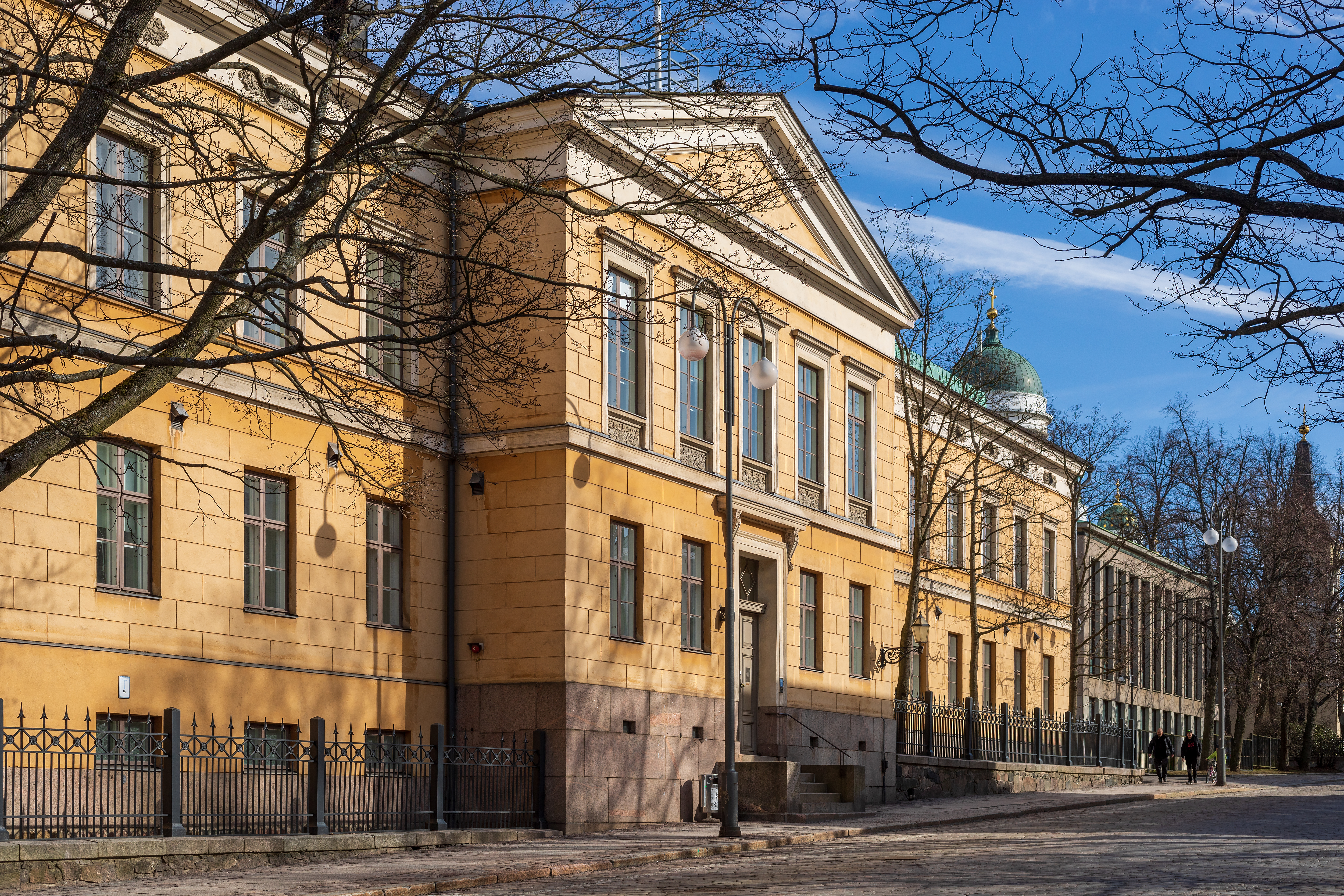
Uusi klinikka.